# Fronte Patriottico (Austria)
Il Fronte Patriottico (in tedesco Vaterländische Front, VF) è stato un partito politico austriaco di stampo fascista. Fu il più stretto alleato del Partito Nazionale Fascista italiano.

## Storia
Fu fondato nel 1933 da Engelbert Dollfuss, divenuto cancelliere nel 1932, per raccogliere tutti i cosiddetti "patrioti austriaci" sotto una sola formazione politica. La sua politica fu impostata sul modello del fascismo italiano. Dopo la messa fuori legge di tutti gli altri partiti e la conseguente trasformazione in partito unico, il VF ebbe una posizione di monopolio nella politica austriaca, sia in campo civile che militare.
Nonostante gli sforzi di Dollfuss, il VF non divenne mai un movimento di massa. Entro la fine del 1937 esso contava ben 3 milioni di membri (sui 6,5 milioni di abitanti dell'Austria), ma solo pochi di questi erano veramente attivi e ad esso fedeli; di qui la sua difficoltà a sostenere il confronto con gli avversari politici (dai circoli del Partito Socialdemocratico d'Austria al Partito Nazista). Dopo l'attentato che condusse Dollfuss alla morte (25 luglio 1934), la guida del partito fu assunta dal principe Ernst Rüdiger Starhemberg.
Il partito fu poi sciolto dai nazisti dopo l'annessione (Anschluss) dell'Austria alla Germania hitleriana, avvenuta alla vigilia della seconda guerra mondiale (1938).

## Simboli
Il simbolo della VF era la croce potenziata (Kruckenkreuz) e il suo saluto ufficiale Front heil!.